# عادل عباس عبد الله
عادل عباس عبد الله عباس (24 أكتوبر 1982) لاعب كرة قدم بحريني ذو أصول إيرانية يلعب حاليا لصالح نادي الدرجة الأولى الرفاع البحريني في مركز الظهير الأيسر من 2006 كما يجيد اللعب في مركز الوسط الأيسر.

## الإنجازات

### الرفاع
- الدوري البحريني الممتاز (2): 2012، 2014
- كأس ملك البحرين (1): 2010
- كأس الاتحاد البحريني (1): 2014